# 牧野康熙

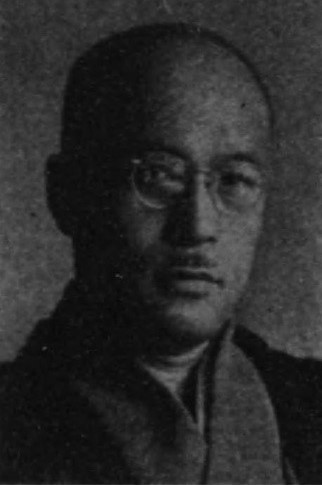
牧野康煕

牧野 康熙（まきの やすひろ、1895年（明治28年）9月4日 - 1944年（昭和19年）11月24日）は、大正から昭和時代にかけての華族。小諸藩牧野家13代当主。子爵。従四位。

## 経歴
嵯峨公勝・南加の二男。初名は次郎。牧野康強の養子となり康熙と改名する。1918年（大正7年）中央大学商科を卒業し、1919年（大正8年）横浜正金銀行に勤務する。1929年（昭和4年）家督を相続する。
1939年（昭和14年）7月10日、貴族院子爵議員に選出され、研究会に所属し死去するまで在任した。

## 親族
- 妻：当子（まさこ、白木屋呉服店大村彦太郎長女、1900年11月 - 1977年11月2日）[1]
  - 長男：牧野実愛（さねなる、子爵）1923年 - 1991年12月16日[1]
    - 長男妻：牧野高子（たかこ、2005年没）
      - 孫：牧野康愛 （やすよし、1947年 - 1992年）

  - 次男：中根公積（康熙実弟で、中根雪江家を継いだ男爵中根実元の養子となるが離縁）[1]